# Giancarlo Polidori
Giancarlo Polidori (Sassoferrato, 30 ottobre 1943) è un ex ciclista su strada italiano.
Professionista dal 1966 al 1976, conta la vittoria di una tappa al Giro d'Italia e di una Tre Valli Varesine.

## Carriera
Passista veloce, ottenne diversi successi soprattutto in classiche nazionali, ma anche in corse a tappe straniere, come al Tour de Suisse e Tour de Romandie.
Il suo anno d'oro fu il 1971 quando si impose al Giro di Toscana, Giro del Veneto, Tre Valli Varesine, finì secondo al Trofeo Matteotti e al Giro di Romagna e terzo nella Coppa Placci e nel Giro dell'Emilia, fino ad un importantissimo quarto posto ai Mondiali su strada di Mendrisio. Quell'anno gli venne assegnato il «San Silvestro d'Oro» come miglior professionista italiano.
Sia al Tour de France che al Giro d'Italia riuscì ad indossare il simbolo del primato, anche se solo per pochi giorni.

## Palmarès
- 1965 (dilettanti)

Targa Crocifisso
Campionati italiani, Prova in linea dilettanti
Classifica generale Giro d'Abruzzo
- 1967 (Vittadello, una vittoria)

G.P. del Mobile - Pieve di Soligo
- 1968 (Pepsi Cola, una vittoria)

Giro del Lazio
- 1969 (Molteni, due vittorie)

3ª tappa Tirreno-Adriatico (Alatri > Pescasseroli)
1ª tappa Giro d'Italia (Garda > Brescia)
- 1970 (Scic, due vittorie)

1ª tappa Giro di Sardegna (Roma > Civitavecchia)
Gran Premio Montelupo
- 1971 (Scic, cinque vittorie)

5ª tappa Tirreno-Adriatico (San Benedetto del Tronto > San Benedetto del Tronto)
Giro del Veneto
Giro di Toscana
Tre Valli Varesine
Gran Premio Cemab
- 1972 (Scic, quattro vittorie)

2ª tappa, 1ª semitappa Tour de Suisse (Brugg > Soletta)
6ª tappa Tour de Suisse (Lugano > Schaan)
3ª tappa, 1ª semitappa Tour de Romandie (Bulle > Neuchâtel)
Sassari-Cagliari
- 1973 (Scic, due vittorie)

Giro dell'Umbria
1ª tappa Tour de Romandie (Ginevra > Les Diablerets)
- 1974 (Dreherforte, due vittorie)

Gran Premio Industria di Belmonte Piceno
Sassari-Cagliari

### Altri successi
- 1971 (Scic)

Classifica generale Trofeo Cougnet
- 1974 (Dreherforte)

Circuito di Faenza

## Piazzamenti

### Grandi Giri
- Giro d'Italia

1966: ritirato
1967: 30º
1968: 35º
1969: 21º
1970: 29º
1971: 18º
1972: 58º
1973: 62º
1974: ritirato (20ª tappa)
1975: 36º
1976: 79º
- Tour de France

1967: 22º
1969: ritirato (17ª tappa)
1970: 73º

### Classiche monumento
- Milano-Sanremo

1968: 102º
1969: 21º
1970: 52º
1972: 48º
1973: 115º
1975: 37º
1976: 58º
- Giro di Lombardia

1966: 8º
1969: 19º
1971: 10º
1973: 19º
1976: 29º

### Competizioni mondiali
- Campionati del mondo

Lasarte-Oria 1965 - In linea: 19º
Mendrisio 1971 - In linea: 4º
Gap 1972 - In linea: 30º
Barcellona 1973 - In linea: 21º

## Riconoscimenti
- San Silvestro d'oro: 1971